# Хулијета (филм)
Хулијета (шп. Julieta) назив је шпанске филмске драме у режији и по сценарију Педра Алмодовара из 2016. У питању је Алмодоваров двадесети дугометражни филм и у њему Адријана Угарте и Ема Суарез тумаче главну протагонисткињу Хулијету: прва игра младу Хулијету, док Ема Суарез тумачи главну протагонисткињу у поодмаклим годинама. У филму глуме и Данијел Грао, Инма Куеста, Мишел Џенер и Роси де Палма.
Сценарио је заснован на заплету три кратке приче: Случајност, Ускоро и Тишина, из збирке Бекства канадске нобеловке Алис Манро, од које је Алмодовар откупио ауторска права за филм 2009. Режисер је истакао да није био у потпуности веран књижевном предлошку, али да се трудио да сачува приказ породичних односа и повезаности између жена онако како су представљени у приповеткама. Алмодовар је првобитно планирао да му Хулијета буде први филм на енглеском језику и да главну улогу повери америчкој глумици Мерил Стрип. Са њом је и разговарао и Стрип се сложила са концептом. Међутим, од читаве идеје је одустао када је схватио да није у стању да режира и напише сценарио на енглеском, те је локацију одигравања филма из Канаде преместио у Шпанију и ангажовао шпанске глумце. Као вид припреме за филм Алмодовар је главним глумицама препоручио да читају Годину магичног размишљања америчке књижевнице Џоун Дидион и роман Туђи животи изузев мог француске књижевнице Еменуел Карер. Такође, препоручио је Еми Суарез да погледа филмове Сати Стивена Долдрија и Лифт за губилиште Луја Мала, али и да разгледа слике Лусијана Фројда.
Хулијета је премијерно приказана на 69. Канском фестивалу у оквиру главног такмичарског програма. У Шпанији је филм почео да се приказује од 8. априла 2016. уз позитивне оцене филмских критичара, али и најслабије интересовање публике за неки Алмадоваров филм у последњих двадесет година. Један од разлога слабе гледаности може бити и чињеница да је Алмодовар отказао све заказане интервјуе и мадридску премијеру, након што су медији повезали његово име са скандалом Панамски папири. Хулијета је званични шпански кандидат за 89. доделу награде Оскар.